# Governo Pahor
Borut Pahor è stato Primo Ministro della Slovenia dal 21 novembre 2008 al 10 febbraio 2012. Il Governo Pahor comprende il Primo Ministro, 15 ministri e 3 ministri senza portafoglio.
- Composizione
  - Socialdemocratici (SD)
  - Democrazia Liberale di Slovenia (LDS)
  - Zares. Nel 2011 lascia la coalizione di governo
  - Partito Democratico dei Pensionati della Slovenia (DeSUS). Nel 2011 lascia la coalizione di governo

## Primo Ministro
- Borut Pahor (SD)

## Ministeri senza portafoglio

### Sloveni all'Estero
- Boštjan Žekš (indipendente)

### Autogoverno Locale e Politica Regionale
- Zlata Ploštajner (DeSUS) fino al 22 ottobre 2009
- Henrik Gjerkeš (DeSUS) dal 22 ottobre 2009 al 23 dicembre 2010 (ad interim fino all'11 gennaio 2011)
- Duša Trobec Bučan (DeSUS) dall'11 gennaio 2011 al 18 aprile 2011
- Boštjan Žekš (indipendente) dal 21 aprile 2011

### Sviluppo e Affari Europei
- Mitja Gaspari (indipendente)

## Ministeri

### Finanze
- Franc Križanič (SD)

### Interno
- Katarina Kresal (LDS) fino al 2 settembre 2011
- Aleš Zalar (LDS) ad interim dal 2 settembre 2011

### Affari Esteri
- Samuel Žbogar (SD)

### Giustizia
- Aleš Zalar (LDS)

### Difesa
- Ljubica Jelušič (SD)

### Lavoro, Famiglia e Affari Sociali
- Ivan Svetlik (DeSUS)

### Economia
- Matej Lahovnik (Zares) fino al 9 luglio 2010
- Darja Radić (Zares) dal 16 luglio 2010 all'11 luglio 2011
- Mitja Gaspari (indipendente) ad interim dall'11 luglio 2011

### Agricoltura, Politiche Forestali e Alimentazione
- Milan Pogačnik (SD) fino al 18 marzo 2010
- Dejan Židan (SD) dal 5 maggio 2010

### Cultura
- Majda Širca (Zares) fino all'11 luglio 2011
- Boštjan Žekš (indipendente) ad interim dall'11 luglio 2011

### Ambiente e Pianificazione Territoriale
- Karl Viktor Erjavec (DeSUS) fino al 2 febbraio 2010 (ad interim fino al 12 febbraio)
- Roko Žarnić (DeSUS) dal 12 febbraio 2010

### Trasporti
- Patrick Vlačič (SD)

### Istruzione e Sport
- Igor Lukšič (SD)

### Salute
- Borut Miklavčič (SD) fino al 7 aprile 2010
- Dorijan Marušič (SD) dal 7 aprile 2010

### Pubblica Amministrazione
- Irma Pavlinič Krebs (Zares) fino all'11 luglio 2011
- Borut Pahor (SD) ad interim dall'11 luglio 2011

### Istruzione Superiore, Scienze e Tecnologia
- Gregor Golobič (Zares) fino al 16 giugno 2011 (ad interim fino al 22 giugno)
- Igor Lukšić (SD) ad interim dal 22 giugno 2011